# Шаменков, Иван Фролович
Ива́н Фро́лович Шаменко́в (1 сентября 1918 — 16 января 1980) — лётчик-истребитель, ас, участник Великой Отечественной войны, командир звена 150-го гвардейского истребительного авиационного полка 13-й гвардейской истребительной авиационной дивизии 3-го гвардейского истребительного авиационного корпуса 5-й воздушной армии, сбивший в воздушных боях 17 самолётов противника лично и 1 в группе, Герой Советского Союза (медаль «Золотая Звезда» № 6905).

## Биография
Родился 1 сентября 1918 года в селе Большая Рельня Саратовской губернии. Окончил 7 классов сельской школы, затем поступил в школу фабрично-заводского училища при цементном заводе «Большевик» города Вольска Саратовской области, где окончил 8-й класс и Вольский аэроклуб. В 1937 году поступил в Батайскую авиационную школу пилотов имени А. К. Серова, которую в 1940 году окончил. В рядах РККА с 1937 года, член ВКП(б) с 1944 года.

### Во время войны
На фронтах Великой Отечественной войны с июня 1941 года. С мая 1942 года младший лейтенант Шаменков И. Ф. в должности пилота 2-й эскадрильи 427-го истребительного авиационного полка 292-й штурмовой авиационной дивизии Калининского фронта. Свой первый самолёт противника (Ju-88) сбил 25 января 1943 года. Летал на Як-1 и Як-9. С августа 1944 года — в 150-м гвардейском истребительном авиационном полку, летал на Як-3 и Як-9.
К 22 апреля 1945 года заместитель командира эскадрильи гвардии старший лейтенант И. Ф. Шаменков выполнил 179 боевых вылетов, провёл 34 воздушных боя, в которых сбил 17 самолётов противника лично и 1 в паре.
Указом Президиума Верховного Совета СССР от 15 мая 1946 года удостоен звания Героя Советского Союза с вручением ордена Ленина и медали «Золотая Звезда» (№ 6905).

### После войны
После войны продолжал служить в ВВС. С 1958 года полковник И. Ф. Шаменков — в запасе. Жил в Рязани, работал сменным мастером на чаеразвесочной фабрике. Последние годы проживал в Москве. Умер 16 января 1980 года. Похоронен на Котляковском кладбище города Москвы (участок 24).

### Участие в операциях и битвах
- Курская оборонительная операция с 5 июля 1943 года по12 июля 1943 года.
- Белгородско-Харьковская операция с 3 августа 1943 года по 23 августа 1943 года.
- Черниговско-Припятская операция с 26 августа 1943 года по 30 сентября 1943 года.
- Кировоградская операция с 5 января 1944 года по 16 января 1944 года.
- Корсунь-Шевченковская операция с 24 января 1944 года по 17 февраля 1944 года.
- Уманско-Ботошанская операция с 5 марта 1944 года по 17 апреля 1944 года.
- Яссо-Кишиневская операция с 20 августа 1944 года по 29 августа 1944 года.
- Белградская операция с 28 сентября 1944 года по 20 октября 1944 года.
- Дебреценская операция с 6 октября 1944 года по 28 октября 1944 года.
- Будапештская операция с 29 октября 1944 года по 13 февраля 1945 года.
- Западно-Карпатская операция с 12 января 1945 года по 18 февраля 1945 года.
- Балатонская операция с 6 марта 1945 года по 15 марта 1945 года.
- Братиславско-Брновская наступательная операция с 25 марта 1943 года по 5 мая 1945 года.
- Пражская операция с 6 мая 1945 года по 11 мая 1945 года.

### Воздушные победы И. Ф. Шаменкова
Одержал победы в воздушных боях:
| Дата          | Противник         | Место ведения воздушного боя | Свой самолёт |
| ------------- | ----------------- | ---------------------------- | ------------ |
| 25.01.1943 г. | 1 Ju-88           | Бурцево                      | Як-1         |
| 25.10.1943 г. | 1 Ме-109 (в паре) | южнее Пятихатка              | Як-1         |
| 14.12.1943 г. | 1 Ju-87           | севернее Ингуло-Каменка      | Як-1         |
| 02.05.1944 г. | 1 Fw-190          | западнее Белчешти            | Як-9         |
| 30.05.1944 г. | 1 Fw-190          | южнее Стынка                 | Як-9         |
| 04.06.1944 г. | 1 Ме-109          | южнее Хорлешти               | Як-9         |
| 05.06.1944 г. | 1 Fw-190          | южнее высоты 197 (р-н Яссы)  | Як-9         |
| 22.09.1944 г. | 1 Ju-87           | Турень                       | Як-9         |
| 13.11.1944 г. | 1 Ме-109          | западнее Топпоселе           | Як-9         |
| 16.11.1944 г. | 2 Fw-190          | севернее Ишассег             | Як-9         |
| 09.12.1944 г. | 1 Ме-109          | западнее Эрчи                | Як-3         |
| 09.12.1944 г. | 2 Fw-190          | Барачка                      | Як-3         |
| 03.01.1945 г. | 1 Fw-190          | Вертешиллеш                  | Як-9         |
| 21.04.1945 г. | 3 Fw-190          | Сировице — Иванчице          | Як-3         |
| 27.04.1945 г. | 1 Ме-109          | западнее Верхна Битнешка     | Як-3         |

Итого сбито — 18, из них лично — 17, в группе — 1, боевых вылетов — 179; воздушных боёв — 34.

### Эпизоды боев

#### Воздушный бой 4 Як-3 против 40 Fw-190
Вылетев 9 декабря 1944 года в составе звена (4 Як-3) на прикрытие наземных войск в районе Мартон-Вашар, встретили 2 Ме-109. Умело построив манёвр Шаменков зашел противнику в заднюю полусферу и с дистанции 30 — 100 м сбил его из пушек в районе Эрчи. Выполняя второй вылет в течение суток в составе звена (4 Як-3) по вызову с радиостанции 13-й гвардейской истребительной авиационной дивизии, в районе Мартон-Вашар встретили группу 40 Fw-190, которые выполняли заход для выполнения бомбометания наземных войск в районе города Барачка. Несмотря на десятикратное превосходство противника, истребители звена Шаменкова смело вступили в бой. Связав противника боем, вынудили его отбомбиться мимо целей. Шаменков лично сбил в этом бою Fw-190 в районе города Барачка. Продолжая вести бой, Шаменков сбивает второго Fw-190. Другим лётчиком был сбит ещё один Fw-190. Звено без потерь вернулось на аэродром.

## Награды
- Медаль «Золотая Звезда» Героя Советского Союза (№ 6905, 15.05.1946)[4];
- орден Ленина (15.05.1946)[4];
- орден Красного Знамени (23.07.1944)[5];
- орден Красного Знамени (31.12.1944)[6];
- орден Красного Знамени (23.05.1945)[7];
- орден Отечественной войны 1-й степени (14.12.1944)[3];
- орден Красной Звезды (05.02.1943)[8];
- орден Красной Звезды (1953);
- медали.

## Память
- На могиле Героя установлен памятник[9].
- Мемориальная доска в память о Шаменкове установлена Российским военно-историческим обществом на здании средней школы села Большая Рельня, где он учился.